# Anni 220 a.C.
Gli anni 220 a.C. sono il decennio che comprende gli anni dal 229 a.C. al 220 a.C. inclusi.

## Morti
- Amilcare Barca, generale e politico cartaginese
- Demetrio II Etolico, re macedone antico (n. 275 a.C.)228 a.C.
- Etazeta
- Eudamida III, re spartano (n. 241 a.C.)
- Ziaelas, sovrano227 a.C.
- Antioco Ierace, sovrano
- Archidamo V, sovrano spartano
- Lidiada, politico e militare greco antico226 a.C.
- Seleuco II, sovrano (n. 265 a.C.)225 a.C.
- Aneroesto, re gallico
- Gaio Atilio Regolo, romano224 a.C.
- Agiatide, regina spartana
- Aristomaco di Argo, politico e militare greco antico
- Megistonoo, politico e militare spartano223 a.C.
- Seleuco III, sovrano222 a.C.
- Euclida, sovrano spartano
- Magas d'Egitto, principe egizio (n. 241 a.C.)
- Tolomeo III, sovrano egizio
- Viridomaro dei Gesati, principe e condottiero gallo221 a.C.
- Antigono III Dosone, re
- Asdrubale Maior, generale e politico cartaginese (n. 270 a.C.)
- Berenice II, regina
- Lucio Cecilio Metello, politico romano220 a.C.

- Alessandro, funzionario e militare
- Ariarate III di Cappadocia, re
- Gaio Lutazio Catulo, ammiraglio e politico romano
- Ermia, politico siro
- Molone, funzionario e militare
- Xunzi, filosofo cinese